# I Forgot That You Existed
«I Forgot That You Existed» —en español: «Me olvidé que existías»—es una canción escrita e interpretada por la cantante estadounidense Taylor Swift. Fue lanzada junto a su séptimo álbum de estudio Lover el 23 de agosto de 2019, a través de Republic Records. «I Forgot That You Existed» fue escrita por Taylor Swift, Louis Bell y Adam Feeney.

## Información de la canción
«I Forgot That You Existed» fue escrita por Taylor Swift, Louis Bell y Adam Feeney, mientras que la dirección fue llevada a cabo por Swift, Frank Dukes y Louis Bell. El tema con sonidos Synth pop, se estrenó el día 23 de agosto de 2019 junto al lanzamiento oficial del séptimo disco de estudio de la cantante Lover.

## Crítica y recepción
Jason Lipshutzde Billboard calificó a «I Forgot That You Existed» como la decimocuarta mejor canción del álbum, además comentó que la «producción mínima y elástica refuerza el estado de ánimo lúdico y permite que brille la personalidad de Swift».

## Rendimiento comercial
Después del lanzamiento del álbum que la contiene, la canción debutó en la posición número veintiocho en el Billboard Hot 100. Además, alcanzó la tercera posición en Nueva Zelanda, la ubicación diecisiete en Singapur, veinticuatro en Australia, veintinueve en Canadá, cincuenta en Suecia, y setenta y uno en Escocia.

## Créditos y personal
Créditos adapatos de Tidal.
- Taylor Swift – composición, producción, vocales
- Frank Dukes - producción, composición, programación, guitarra
- Grant Strumwasser - ingeniero asistente de grabación
- Joe Harrison - guitarra
- John Hanes - ingeniero de mezclas
- Serban Ghenea - mezclador
- David Urquidi - saxofón
- Steve Hughes - trombón
- Serafin Aguilar - trompeta

## Posicionamiento en listas
| Listas (2019)                          | Mejor posición |
| -------------------------------------- | -------------- |
| Australia (ARIA)                       | 24             |
| Canadá (Canadian Hot 100)              | 29             |
| Escocia (Official Charts Company)      | 71             |
| Estados Unidos (Billboard Hot 100)     | 28             |
| Estados Unidos (Rolling Stone Top 100) | 7              |
| Malasia (RIM)                          | 18             |
| Nueva Zelanda Hot Singles (RMNZ)       | 3              |
| Singapur (RIAS)                        | 17             |
| Suecia (Sverigetopplistan)             | 50             |

## Historial de lanzamiento
| País   | Fecha                | Formato                     | Discográfica     | Ref    |
| ------ | -------------------- | --------------------------- | ---------------- | ------ |
| Varios | 23 de agosto de 2019 | Descarga digital, streaming | Republic Records | [ 19 ] |